# فیلیبرت اسملینکس
فیلیبرت اسملینکس (انگلیسی: Philibert Smellinckx; ۱۷ ژانویهٔ ۱۹۱۱ – ۸ آوریل ۱۹۷۷) بازیکن فوتبال اهل بلژیک بود.
وی همچنین در تیم ملی فوتبال بلژیک بازی کرده‌است.